# Georg Hohenberg
Dr. Georg Hohenberg (německy Georg Herzog von Hohenberg, francouzsky Georges duc de Hohenberg, 25. dubna 1929, zámek Artstetten, Dolní Rakousy – 25. července 2019) byl rakouský diplomat a vnuk následníka rakousko-uherského trůnu arcivévody Františka Ferdinanda a jeho manželky Žofie Chotkové. Byl rytířem Řádu zlatého rouna.

## Život
Narodil se na zámku Artstetten jako Georg Fridrich Maxmilián Jaroslav Petrus Canisius Josef Markus Hubertus Maria, vévoda z Hohenbergu, druhý syn Maxmiliána z Hohenbergu a jeho manželky Elisabethy, rozené hraběnky von Waldburg zu Wolfegg und Waldsee. Po maturitě na kolejním gymnáziu v Medlíku roku 1949 studoval právo na Vídeňské univerzitě, kde promoval roku 1955.
Poté nastoupil do hospodářského oddělení rakouského Ministerstva zahraničí a v roce 1957 byl uveden do funkce rakouského velvyslance v Paříži. V roce 1963 se vrátil do Vídně, a poté v roce 1966 služebně odcestoval do Buenos Aires. V letech 1978 až 1984 byl rakouským velvyslancem v Tunisu a v letech 1988 až 1994 zastupoval svou zemi u Svatého stolce.

## Řády a vyznamenání
- Rytíř Řádu zlatého rouna
- čestný rytíř Suverénního řádu Maltézských rytířů,
- baliv Konstantinova řádu svatého Jiří
- držitel Velkého stříbrného vyznamenání za zásluhy o Rakousko ad.[3]
- držitel Velkokříže Řádu Pia IX.

## Rodina
Dne 4. července 1960 se oženil s Eleonorou princeznou z Auerspergu-Breunner. Společně měli tři děti:
- kníže Nikolaus von Hohenberg (* 3. července 1961 v Paříži)
- kněžna Henriette von Hohenberg (* 9. listopadu 1962 v Paříži)
- kníže Maximilian von Hohenberg (* 25. ledna 1970 v Buenos Aires)